# Chizuru Soneta
Chizuru Soneta (jap. 曽根田 千鶴, Soneta Chizuru; * 15. Februar 1978 in Mogami) ist eine ehemalige japanische Skilangläuferin. Sie gehört der „Winterkampfausbildungseinheit“ (Tōsenkyō) der Bodenselbstverteidigungsstreitkräfte an.

## Werdegang
Soneta nahm von 1997 bis 2007 an Wettbewerben der FIS teil. Sie trat vorwiegend im Continentalcup an. Dabei holte sie zehn Siege. Ihr erstes Weltcuprennen lief sie im Februar 2000 in Falun, welches sie auf dem 48. Platz über 10 km Freistil beendete. Bei den nordischen Skiweltmeisterschaften 2001 in Lahti belegte sie den 58. Platz über 10 km klassisch und den 48. Rang über 15 km klassisch. Im Februar 2004 holte sie in La Clusaz mit dem 24. Platz über 10 km Freistil ihre ersten Weltcuppunkte. Eine Woche später erreichte sie in Oberstdorf mit dem 11. Rang im 15-km-Skiathlonrennen ihre beste Platzierung bei einem Weltcupeinzelrennen. Ihre besten Resultate bei den nordischen Skiweltmeisterschaften 2005 in Oberstdorf waren 32. Rang im 30-km-Massenstartrennen und der 12. Platz mit der Staffel. Bei den Olympischen Winterspielen 2006 in Pragelato errang sie den 38. Platz im 15-km-Verfolgungsrennen und den 25. Rang im 30-km-Massenstartrennen. In ihrer letzten Saison 2006/07 nahm sie am Far East Cup teil, den sie auf dem zweiten Rang in der Gesamtwertung beendete. Bei den heimischen nordischen Skiweltmeisterschaften 2007 in Sapporo kam sie auf den 48. Platz über 10 km Freistil, den 38. Rang im Skiathlon und den 24. Platz im 30-km-Massenstartrennen.

## Siege bei Continental-Cup-Rennen
| Nr. | Datum             | Ort       | Disziplin                 | Serie           |
| --- | ----------------- | --------- | ------------------------- | --------------- |
| 1.  | 9. März 2001      | Sapporo   | 10 km Freistil            | Continental-Cup |
| 2.  | 1. Februar 2002   | Hakuba    | 5 km klassisch            | Continental-Cup |
| 3.  | 2. Februar 2002   | Hakuba    | 10 km Verfolgung Freistil | Continental-Cup |
| 4.  | 26. Dezember 2002 | Otoineppu | 5 km klassisch            | Continental-Cup |
| 5.  | 27. Dezember 2002 | Otoineppu | 5 km Freistil             | Continental-Cup |
| 6.  | 6. Januar 2003    | Sapporo   | 10 km Freistil            | Continental-Cup |
| 7.  | 7. Januar 2003    | Sapporo   | 10 km Freistil            | Continental-Cup |
| 8.  | 6. Januar 2004    | Sapporo   | 5 km klassisch            | Continental-Cup |
| 9.  | 7. Januar 2004    | Sapporo   | 5 km Freistil             | Continental-Cup |
| 10. | 8. Januar 2004    | Sapporo   | 10 km Freistil            | Continental-Cup |
| 11. | 27. Dezember 2004 | Otoineppu | 5 km Freistil             | Far East Cup    |
| 12. | 27. Dezember 2006 | Otoineppu | 5 km Freistil             | Far East Cup    |
| 13. | 9. Januar 2007    | Sapporo   | 10 km Verfolgung          | Far East Cup    |